# لئونیداس پولک
لئونیداس پولک (انگلیسی: Leonidas Polk; ۱۰ آوریل ۱۸۰۶ – ۱۴ ژوئن ۱۸۶۴) فرد نظامی اهل ایالات متحده آمریکا بود.